# Szczepanki (Wydminy)
Szczepanki (deutsch Sczepanken, 1938 bis 1945 Tiefen) ist ein Ort in der polnischen Woiwodschaft Ermland-Masuren und gehört zur Landgemeinde Wydminy (Widminnen) im Powiat Giżycki (Kreis Lötzen).

## Geographische Lage
Szczepanki liegt in der östlichen Mitte der Woiwodschaft Ermland-Masuren, 14 Kilometer südöstlich der Kreisstadt Giżycko (Lötzen).

## Geschichte
Das 1495 gegründete und nach 1818 Szepanken, dann bis 1938 Sczepanken genannte Dorf wurde 1874 in den Amtsbezirk Milken (polnisch Miłki) eingegliedert. Er gehörte bis 1945 zum Kreis Lötzen im Regierungsbezirk Gumbinnen (1905 bis 1945: Regierungsbezirk Allenstein) in der preußischen Provinz Ostpreußen. Im Zeitraum von 1874 und 1945 war Sczepanken auch dem Standesamt Milken zugeordnet.
Im Jahre 1910 waren in Sczepanken 191 Einwohner registriert. Ihre Zahl steigerte sich bis 1933 auf 219 und betrug 1939 – der Ort hieß seit 1938 „Tiefen“ – noch 214.
Aufgrund der Bestimmungen des Versailler Vertrags stimmte die Bevölkerung im Abstimmungsgebiet Allenstein, zu dem Sczepanken gehörte, am 11. Juli 1920 über die weitere staatliche Zugehörigkeit zu Ostpreußen (und damit zu Deutschland) oder den Anschluss an Polen ab. In Sczepanken stimmten 120 Einwohner für den Verbleib bei Ostpreußen, auf Polen entfiel keine Stimme.
In Kriegsfolge kam das Dorf 1945 mit dem gesamten südlichen Ostpreußen zu Polen und trägt seither den polnischen Namen „Szczepanki“. Es ist heute Sitz eines Schulzenamtes (polnisch sołectwo) und somit ein Ortsteil der Landgemeinde Wydminy (Widminnen) im Powiat Giżycki (Kreis Lötzen), vor 1998 der Woiwodschaft Suwałki, seither der Woiwodschaft Ermland-Masuren zugehörig.

## Kirche
Bis 1945 war Sczepanken resp. Tiefen in die evangelische Kirche Milken in der Kirchenprovinz Ostpreußen der Kirche der Altpreußischen Union und in die katholische Pfarrkirche St. Bruno Lötzen im Bistum Ermland eingepfarrt.
Heute gehört Szczepanki zur evangelischen Kirchengemeinde Wydminy, einer Filialgemeinde der Pfarrkirche Giżycko in der Diözese Masuren der Evangelisch-Augsburgischen Kirche in Polen bzw. zu den katholischen Pfarrkirchen in Miłki oder Wydminy im Bistum Ełk (Lyck) der Römisch-katholischen Kirche in Polen.

## Verkehr
Szczepanki liegt an einer Nebenstraße, die die Woiwodschaftsstraße DW 655 bei Wydminy (Widminnen) mit der Landesstraße DK 63 (frühere deutsche Reichsstraße 131) bei Miłki (Milken) verbindet. Die nächste Bahnstation ist Wydminy und liegt an der Bahnstrecke Głomno–Białystok.